# Andreas Vogler Studio
Andreas Vogler Studio es una firma internacional y multidisciplinar de arquitectura y diseño innovador, con sede en Munich. La práctica es dirigida por su fundador, Andreas Vogler y se estableció en 2014 poco después de que dejó Arquitectura y Visión. La práctica se especializa en nuevas soluciones utilizando la tecnología, el arte, la historia y las ideas futuristas para la inspiración.

## Descripción
Andreas Vogler Studio es un estudio de arquitectura y diseño con sede en Munich y fundado por el arquitecto y diseñador suizo Andreas Vogler. El estudio combina los campos de Ingeniería Aeroespacial, Arte y Arquitectura. El diseño es entendido como un proceso para la resolución de problemas complejos utilizando métodos científicos, conocimientos tecnológicos e intuición artística. El estudio tiene experiencia en la planificación de misiones espaciales para ambientes obitales, lunares y de Marte.
Proyectos recientes del estudio incluye el Consulado General de Suiza en Múnich, la residencia del Cónsul General de Suiza en Munich y un nuevo tren de alta velocidad de doble cubierta para el Reino Unido desarrollado con el Centro Aeroespacial Alemán DLR. Los clientes del estudio incluyen el sector público y privado.
Los proyectos de Andreas Vogler han sido expuestos en el Centro Pompidou de París y están incluidos en las colecciones permanentes del Museo de Arte Moderno MoMA de Nueva York y el Museo de Ciencia e Industria de Chicago. Vogler es miembro de la Cámara de Arquitectos de Baviera, Deutscher Werkbund, de la Sociedad Alemana de Arquitectos BDA y del Instituto Americano de Aeronáutica y Astronáutica (AIAA). Andreas Vogler Studio participa actualmente en el concurso de transporte "Tomorrow's Train Design Today" organizado por GB Railway, el Real Instituto de Arquitectos Británicos (RIBA), el Equipo FutureRailway y el Departamento de Transporte (DfT). El 8 de abril de 2015, el Andreas Vogler Studio fue nombrado uno de los tres finalistas.

## Proyectos
2017
- Apartamento privado en Berlín

2016
- Aeroliner3000, fase de demostración.
- Swiss Residence Munich
- Swiss Club Munich, diseño interior

2015
- Aeroliner3000, estudio de factibilidad
- Swiss-A-Loo
- EyeInTheSky - Escultura electrónica para ArsTechnica

2014
- Aeroliner3000, finalista Tomorrow's Train Design Hoy, 2014-2016 (proyecto en curso), Reino Unido[3]
- SwissConsulate, Consulado Suizo, Munich, Alemania

## Competiciones
2017
- Sede de Telecomunicaciones de las Naciones Unidas, Ginebra, Suiza
- Haus der Weimarer Republik, Weimar
- Esculturas para la Charité, Berlín
- Beergarden cerca de Bolonia
- Sede de Meizu, Zuhai, China
- Jardín de infancia en Winkel, Suiza

2016
- Iglesia en Breslau
- JAZZI Parque de Paisaje Filosófico
- Cubierta de Verona Arena

2015
- Tomorrow's Train Design Today, 2.ª etapa[4]

2014
- Tomorrow's Train Design Today[4]
- Cocinella - Jardín de infancia para St. Moritz

## Premios
- Premio alemán de diseño 2017 (Nominado)
- Premio al Cambio Mundial de Ideas 2017 (Finalista)

## Publicaciones
- DLR Portal[5]
- Bustler[6]
- Kölner Wissenschaftsrunde
- Railway Interiors 2015[7]
- The Engineer[8]
- Rail Technology Magazine[9]
- Inventor Magazine[10]